# 반도 류지
반도 류지(일본어: 播戸 竜二, 1979년 8월 2일 ~ )는 일본의 전 축구 선수이다.

## 구단 경력
그는 1998년부터 2018년까지 J리그의 감바 오사카, 콘사돌레 삿포로, 비셀 고베, 세레소 오사카, 사간 도스, 오미야 아르디자, FC 류큐에서 활동하였다.

## 국가대표팀 경력
그는 1999년 FIFA 세계 청소년 축구 선수권 대회에 참가할 일본 U-20 국가대표팀에 발탁되었으며, 5경기에 출전, 준우승에 기여했다.
2006년 10월 4일 가나과의 경기에서 일본 국가대표팀에 데뷔했다. 2008년 동아시아 축구 선수권 대회에도 출전했다. 그는 2008년까지 국제 A매치 통산 7경기에 출전, 2득점을 넣었다.

## 통계
| 일본 | 일본 | 일본 |
| 연도 | 출전 | 득점 |
| ---- | ---- | ---- |
| 2006 | 2    | 2    |
| 2007 | 1    | 0    |
| 2008 | 4    | 0    |
| 통산 | 7    | 2    |